# Ипче Ахмедовски
Еюп (Ипче) Ахмедовски, известен също като Мали Рамбо (на сръбски: Ејуп Ахмедовски, Ипче Ахмедовски), е югославски и сръбски музикант, активен в периода между 1986 – 1994 година.

## Биография
Роден е на 6 януари 1966 година в прилепското село Лажани, днешна Северна Македония. Той е по-малък брат на известния сръбски фолк певец Яшар Ахмедовски. Има и друг по-голям брат – Муфит Ахмедовски-Големи Рамбо. Като млад пее в кафенето на баща си, след което се премества да живее в Белград, където се занимава с пеене. Умира на 30 юли 1994 година при автомобилна катастрофа край село Шопич, Съюзна република Югославия.

## Дискография
- Bila si devojčica godina mojih (1986)
- Činio sam čuda (1990)
- Luda devojka (1992)
- Ciganske duše (1993)